# Whitehead Sistemi Subacquei
Whitehead Sistemi Subacquei S.p.A. - WASS est une société industrielle de pointe dans les systèmes de défense sous-marine créée en 1875 à Rijeka (Fiume pour les italiens) actuellement en Croatie mais faisant partie, à l'époque en 1875, de l'Empire austro-hongrois. Reprise par le groupe Fiat en 1945, elle sera cédée au groupe public Finmeccanica en 1995 lorsque Fiat se sépara de ses activités militaires pures. Depuis le 1er janvier 2016, toutes les activités de la société sont intégrées dans le groupe Finmeccanica devenu en 2018 Leonardo. 

## Histoire
L'histoire d'une entreprise industrielle créée en 1875 ne peut être que longue.

### L'origine de la société
Les origines de l'entreprise remontent à 1875 quand l'ingénieur anglais Robert Whitehead inaugure dans la ville de Fiume (aujourd'hui appelée Rijeka et faisant partie de la Croatie mais à l'époque Fiume faisait partie de l'Empire austro-hongrois), l'usine de la société Torpedo Fabrik von Robert Whitehead, une usine de fabrication de torpilles.
En 1856, Robert Whitehead a été contacté pour prendre la direction de la Fonderia Metalli di Fiume qui deviendra en 1858 Stabilimento Tecnico di Fiume, où l'on fabriquait des moteurs à vapeur et des chaudières à vapeur parmi les plus modernes et réputés de l'époque, destinés aux navires de la Österreichische Kriegsmarine, la marine Impériale austro-hongroise. Dès son arrivée à Fiume, Robert Whitehead engage une étroite collaboration avec Giovanni Biagio Luppis, officier dans la marine après de brillantes études à l'École navale de Venise. Luppis voulait inventer un moyen de défense des côtes des incursions des navires ennemis par un engin filoguidé qu'il avait nommé « salvacoste » (sauve côtes). 
Luppis présenta son projet « salvacoste » à l'empereur François-Joseph Ier d'Autriche mais son invention non remporte pas le succès escompté. L'engin est revu par les deux collaborateurs Luppis et Whitehead, qui inventèrent alors la torpille moderne, une espèce de projectile sous-marin propulsé par une hélice qui se met en marche automatiquement dès que l'engin est lancé. Le prototype, présenté le 21 décembre 1866 à une commission d'évaluation de la Marine austro-hongroise est jugée très favorablement et les deux ingénieurs-inventeurs furent chargés de fabriquer un premier lot de torpilles pour des tests expérimentaux. La Marine impériale décida également d'en acquérir les droits d'utilisation et de reproduction non exclusifs des torpilles fabriquées dans l'usine de Fiume. En 1871, la Royal Navy britannique décide d'acheter des torpilles de la société, et l'année suivante, la Marine nationale française fit de même.

### L'usine Whitehead
En 1873, le Stabilimento Tecnico Fiumano dirigé par Robert Whitehead est déclaré en faillite. Deux ans plus tard, Robert Whitehead le rachète et le renomme "Torpedo Fabrik von Robert Whitehead", la première véritable usine de fabrication de torpilles au monde grâce à l'acompte à la commande versé par la Kaiserliche Marine, la Marine Impériale Allemande qui lui avait commandé 100 torpilles de 381 millimètres avec la garantie que la Marine allemande continuerait à commander des torpilles, lance-torpilles et compresseurs à la société Whitehead pendant 10 ans. Les marines du Danemark, Suède et Norvège firent également l'acquisition de nombreux lots de torpilles. En 1876, la Marine impériale russe qui se dota de torpilles Whitehead et, en 1877 des commandes arrivèrent de Turquie, Belgique, Portugal, Argentine, Chili et Grèce.

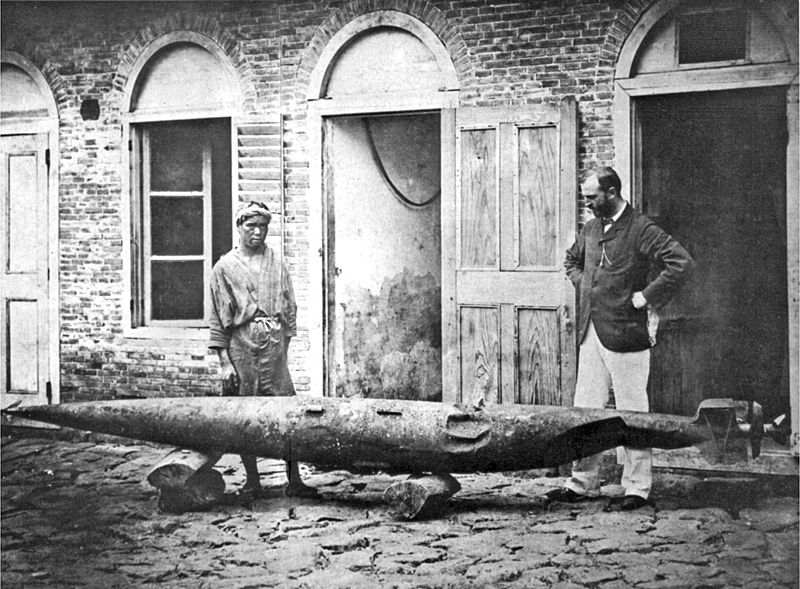
Robert Whitehead devant une torpille d'essais en 1875

En 1878, l'entreprise qui comptait déjà 500 salariés dû entreprendre de nombreux recrutements et agrandir ses ateliers pour devenir une des plus importants et modernes sites industriels de la région. À l'époque, la sous-traitance n'existait pas et chaque usine devait fabriquer la totalité des produits depuis la matière première jusqu'à l'emballage. L'entreprise disposait d'un centre d'essais avec un ponton de lancement et un port capable d'abriter les navires militaires des marines étrangères qui venaient prendre possession des torpilles à leur bord et restaient le temps nécessaire à l'installation des tubes lance-torpilles.
En 1891, c'est l'US Navy qui fera l'acquisition de plusieurs lots de torpilles Whitehead. En plus de vendre directement aux marines des différents pays des torpilles avec les droits d'utilisation et de reproduction, l'entreprise créa des filiales directes ou participa à la création d'entreprises privées et publiques pour fabriquer sous licence des torpilles. En 1891, une filiale est créée à Weymouth, au Royaume-Uni et en 1892 une filiale a été créée à Newport aux États-Unis.

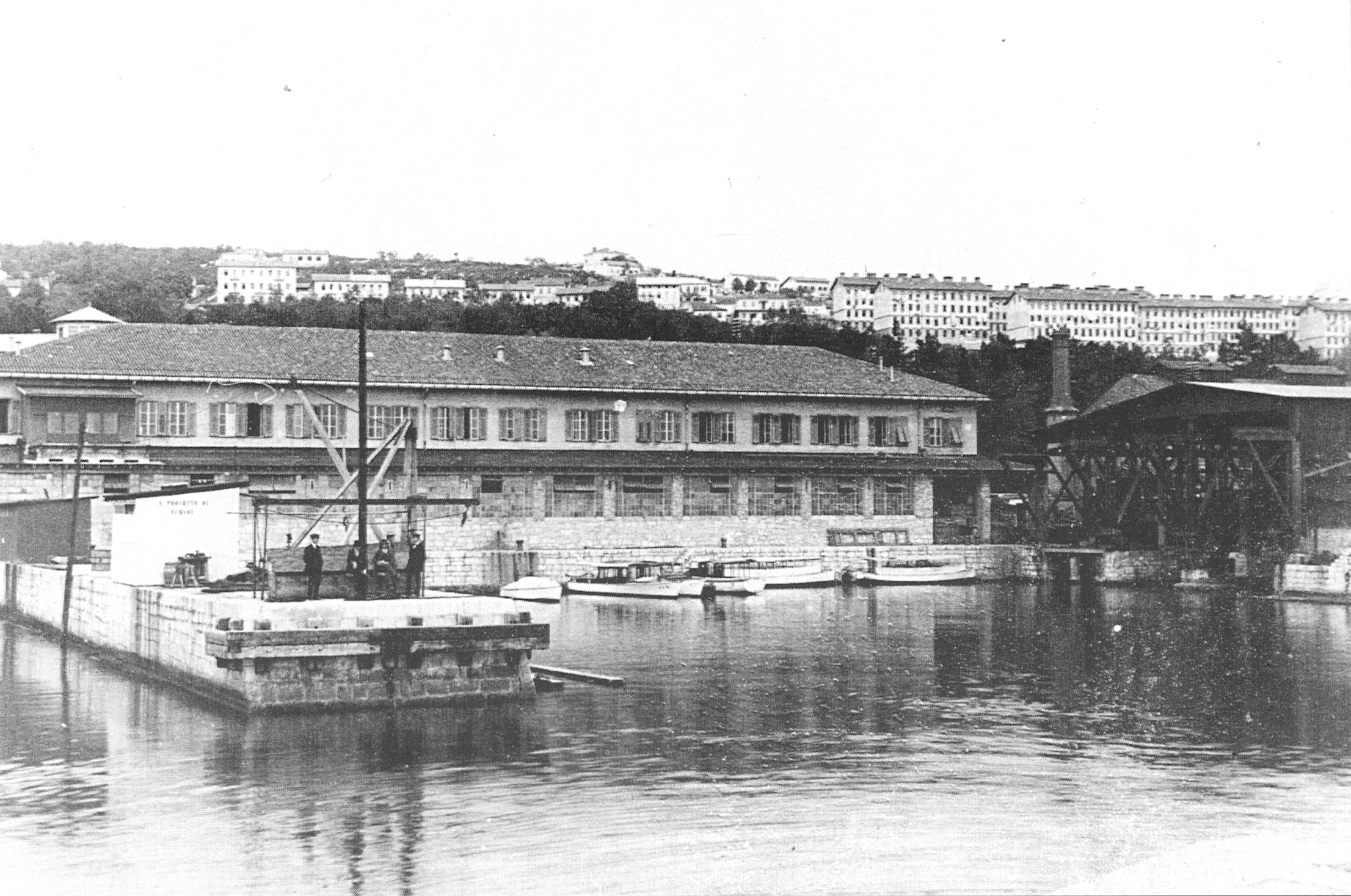
L'usine de Fiume en 1910

En 1895, l'usine de Fiume réalise le générateur qui permettra à l'ingénieur allemand Carl von Linde (Berndorf 11 juillet 1842 – Munich, 16 novembre 1934), inventeur de la réfrigération, pour liquéfier l'air.
En 1905, l'entreprise devient une société anonyme dont la raison sociale est Torpedo Fabrik Whitehead & Co. Geselleshaft. Robert Whitehead décède cette même année et son associé Giovanni Biagio Luppis ne pouvant racheter ses parts, c'est le groupe anglais Vickers-Armstrong Whitworth qui racheta ses parts. Le groupe anglais avait déjà créé une entreprise à Pouzzoles qui fabriquait des pièces d'artillerie navale.
En 1907, le groupe obtient l'accord du gouvernement italien pour agrandir et compléter l'usine de torpilles de La Spezia pour lui permettre de fabriquer les torpilles Whitehead. En 1910, un accord de licence est conclu avec les sociétés « Lessner et Obucoff » pour la fabrication de torpilles en Russie. En 1912, une usine-filiale est créée à Gassin près de Saint Tropez, en France. En 1914, une société filiale importante est créée à Naples nommée « Società Anonima Italiana Whitehead » qui fabriquera les tubes lance-torpilles et les compresseurs. La société cèdera également une licence de fabrication à la société américaine « Bliss Leavitt » de Brooklyn, entreprise réputée pour avoir mené de longues études sur l'application de turbines pour propulser les torpilles.
Les ingénieurs de l'usine Whitehead de Fiume, plusieurs études et recherches ont été conduites qui ont abouti à des inventions comme, selon les archives du quotidien croate de l'époque "La Voce del Popolo" (en langue italienne) l'a décrit, on trouve les premiers instruments de guidage à distance des missiles, les instruments de mesure de la pression gazeuse, le compresseur pour déshumidifier l'air et le gyroscope. Il est par contre avéré que Rudolf Diesel a commandé à l'usine Whitehead de Fiume un moteur, coulé en un seul bloc, pour ses expériences, bloc unique que seule l'usine de Fiume a réussi à fabriquer.
Dès le début de la Première Guerre mondiale, l'usine de Fiume travailla exclusivement pour fournir les armées des Empires d'Europe Central. Avec l'entrée en guerre de l'Italie, le 15 mai 1915 au sein de la Triple-Entente, tout l'outillage de l'usine fut déplacé de Fiume à St. Pölten, en Basse-Autriche, près de Vienne. À Fiume, il ne resta que le centre d'essais et de lancement. L'usine sera bombardée et détruite par l'aviation italienne le 2 août 1916.

### L'entre-deux-guerres
À la fin du conflit, en 1918, qui s'est soldé par la lourde défaite des empires d'Europe centrale et de l'Allemagne, l'usine Whitehead repris son activité normale à Fiume après que l'outillage ait été réinstallé. Mais, à la suite de la grave crise économique durant les années qui suivirent, la société fut déclarée en faillite. L'usine autrichienne de St. Pölten qui avait fabriqué les torpilles durant la guerre fut reprise par des industriels locaux qui commencèrent la fabrication de tracteurs agricoles sous la marque Whitehead, qui n'avait manifestement aucun lien avec la société de Fiume.
Après la signature du traité de traité de Rome, signé le 27 janvier 1924, qui attribua au royaume d'Italie l'Istrie et donc la ville de Fiume et la région du Trentin-Haut-Adige, l'usine fut reconstruite et redémarra avec 230 ouvriers. Le groupe industriel italien de la famille Orlando qui avait déjà racheté les chantiers navals « Ganz Danubius » de Fiume, fut sollicité pour racheter l'usine de torpilles de Fiume. En février 1924, le groupe Orlando étendait son empire en créant la « Società di Esercizio Anonima-Stabilimento Whitehead » pour la gestion de l'usine ex Whitegead de Fiume. En 1928, la raison sociale devient Silurificio Whitehead di Fiume S.A.. L'usine sera modernisée, équipée de machines provenant des sociétés du groupe Orlando, et agrandie. Elle diversifia aussi ses productions avec les missiles pour l'aviation.
Entre 1924 et 1934, l'usine a déclaré avoir fabriqué 1.266 torpilles de tous types, pour la Regia Marina italienne, mais aussi pour les marines militaires d'Espagne, Argentine, Pays-Bas, royaume de Yougoslavie, Turquie, Finlande et Union soviétique. L'entreprise couvrait 22 500 m2 sur un terrain de 3,5 hectares et comptait alors 750 ouvriers spécialisés et une centaine de cadres, techniciens et personnels administratifs.
L'usine de torpilles de Naples, filiale du groupe anglais Vickers-Armstrong Whitworth, créée en 1914, est mise en liquidation par les Anglais à la fin de l'année 1921. En avril 1922, alors que le groupe anglais avait quitté l'Italie, la banque Banca Commerciale Italiana - Comit, qui était la banque créditrice de la société, prend possession de l'entreprise et la renomme "Silurificio Italiano". La Regia Marina aidera la société en passant une importante commande de torpilles de 533 mm pour remplacer celles de 450 mm devenues presque obsolètes au regard des nouveaux modèles.
En 1933, la holding d'Etat IRI pris une participation de 40 % du capital du « Silurificio Whitehead » à travers la « Società Finanziaria Italiana », une société de financement liée au Credito Italiano, et de la totalité de la société « Silurificio Italiano » à travers la « Società Finanziaria Industriale Italiana », la société de financement de l'industrie liée à la Comit.
En 1937, la société crée une filiale à Livourne qui prendra comme raison sociale Moto Fides qui, comme sa société mère, connaîtront une activité très importante du fait de la course aux armements qui précéda la Seconde Guerre mondiale.

### La Seconde Guerre mondiale
Pendant la Seconde Guerre mondiale, la production de torpilles et missiles connut une croissance vertigineuse. Peu avant l'invasion de la Yougoslavie par l'armée italienne, le 31 mars 1941 il fut ordonné aux salariés de l'usine de Fiume de rejoindre immédiatement l'usine de Livourne en emmenant tout l'outillage de l'usine. En 1942, 1.170 torpilles et missiles ont été fabriqués et en 1943, la production avait atteint le record de 160 unités par mois. L'usine de Naples fut doublée afin de faire face à la demande de l'armée.
La marine italienne lança pas moins de 3.700 torpilles entre le début de la guerre et le 8 septembre 1943, jour de sa reddition et application de l'armistice.
Malgré la signature de l'armistice et l'exclusion de l'Italie du conflit, la ville et le port de Livourne ont été copieusement bombardés faisant des centaines de morts parmi la population civile. L'usine de torpilles a été entièrement détruite. L'Istrie et la ville de Fiume ont été envahies par l'armée populaire de Libération de la Yougoslavie de la résistance yougoslave, sous la direction du maréchal Tito, le 3 mai 1945. 
Par décision gouvernementale, le 31 juillet 1945, la société « Whitehead de Fiume » fusionne avec sa filiale « Moto Fides » de Livourne. Tout l'outillage de l'usine de Fiume avait déjà été rapatrié à Livourne en 1941. La nouvelle entité prendra le nom Whitehead-Motofides. L'usine de Fiume, devenue Yougoslave, et transformée en usine de mécanique, sera renommée "Torpedo".

### La société Whitehead-Motofides
La société Whitehead-Motofides de Livourne a été rachetée par le Groupe FIAT en 1945 qui transformera la société en producteur de composants automobiles et compresseurs, moteurs de hors-bords, mais conservera une ligne de produits militaires essentiellement destinés à la Marine militaire Italienne. À partir de 1960, des produits militaires de très haute technologie seront fabriqués : torpilles anti-sous-marins, torpilles à propulsion électrique et hydrojet, à guidage actif ou passif, filoguidé auto-chercheur et des composants électroniques pour les contre-mesures défensives.
En 1974, la société absorbe la division « Fiat-Sezione Officine di Marina di Pisa » anciennement appelée Costruzioni Meccaniche Aeronautiche de Marina di Pisa. En 1978, Fiat transfère la société Whitehead-Motofides à sa filiale Gilardini S.p.A., une société du groupe FIAT. 
En 1985, la société Whitehead-Motofides est scindée en Motofides dont les productions sont civiles et militaires destinées à l'armée de terre et en Whitehead dont les productions militaires concernent les systèmes de défense navale. En 1990, la société Whitehead fusionne avec la société Misar, une autre société du groupe Gilardini, et devient Whitehead S.p.A.. 
En juillet 1993, Whitehead S.p.A. crée, en coopération avec les groupes militaires français DCN (26 %) et Thomson-CSF (24 %), le groupement Eurotorp GEIE dont il détient 50 %, destiné à la conception et fabrication d'une torpille légère Torpille MU90 Impact, opérationnelle depuis 1999. En 12 ans, plus de mille torpilles ont été vendues à différents pays. « EuroTorp » commercialise également la torpille italienne A244/S mod. 3, construite par « Whitehead Sistemi Subacquei ». 
En 1994, à la suite de la fusion entre Whitehead SpA du groupe Fiat-Gilardini et les sociétés « Usea S.p.A. » et « Alenia Elsag Sistemi Navali », la nouvelle entité est dénommée Sistemi Subacquei Welse S.p.A.. 
En 1995, le groupe Gilardini S.p.A. est englobé dans le groupe Magneti Marelli, filiale composants automobiles du groupe Fiat, et tout le secteur militaire du groupe Fiat est cédé au groupe public italien Finmeccanica. La nouvelle société est nommée « WASS Whitehead Alenia Sistemi Subacquei S.p.A. ». Elle conserve cette raison sociale jusqu'en 2012.
En 2012, Finmeccanica restructure ses activités multiples et réserve le nom « Alenia » au secteur aéronautique ce qui obligera à modifier le nom de la société en WASS Whitehead Sistemi Subacquei S.p.A..

## La société aujourd'hui (2018)
Dans les usines ex WASS - Whitehead Sistemi Subacquei, de Livourne, Pouzzoles et les arsenaux de La Spezia et Tarente, on étudie et fabrique des torpilles légères et lourdes, des systèmes de lancement, des contre-mesures anti-torpilles pour bâtiments et sous-marins ainsi que les sonars les plus sophistiqués à la pointe de la technique. Plus de 2 000 torpilles légères de la société sont en service dans plus de 15 pays amis avec leurs bases de lancement brevetées, plateformes navales ou hélicoptères. Les systèmes de contre-mesures anti-sous-marins équipent les bâtiments de surface et sous-marins de la marine italienne mais aussi de 22 pays dont les États-Unis. Plus de 70 % de la production est exportée, notamment vers l'Allemagne, la France, le Danemark, la Pologne, l'Australie, la Malaisie et l'Inde.